# Podzemna baza za ranjenike u Vojvodini
Podzemna baza za ranjenike u Vojvodini bila je posebna vrsta skloništa ukopavanog u zemlju, koja je u Drugom svetskom ratu bila namenjena, za fizičku zaštitu ranjenika, obolelih boraca i aktivista NOP-a, kago bi se sprečilo da budu zarobljeni likvidirani od strane neprijatelja. Retko su se za bazu pored onih ukopanih u zemlju koristila i skrovišta na tavanu. Za njih je znao veoma mali broj ljudi, zapravo samo onoliko koliko je bilo neophodno za lečenaje i negu ranjenika i bolesnika, a bolesnici su primani sa posebnim merama zaštite. Nisu se mogle primetiti ni sa veoma male udaljenosti.
Izgradnja baza za ranjenike bio je zajednički zadatak štabova i komandi jedinica mesta, NO odbora i političkih organizacija i pojedinaca na prostoru Banata, Bačke i Srema. U primeni ovog vida fizičke zaštite ranjenika i bolesnika, odlučujuću ulogu su imale Partija i SKOJ koji su brigom za ranjenike razvili takav oblik inicijative i snalažljivosti pojedinaca koji su rizikujući sopstvene i živote svojih ukućana, u svojim domaćinstvima izgradnjom baza i brigom za ranjenike, dali svoj lični doprinos NOB.
Zahvaljujući ovim podzemnim skloništima, ali i svim graditeljima baza, spaseni su životi više stotina ranjenika i bolesnika, pripadnika NOV i PJ Vojvodine koji su u njima našli ozdravljenje. Neprijatelj je pronašao samo nekoliko baza, ali su bolesnici u najvećem broju slučajeva spaseni.

## Preduslovi
Neprijatelj koji je u Drugom svestkom ratu zaposeo Vojvodinu bio je neuporedivo nadmoćniji u ljudstvu i borbenoj tehnici. Često je diktirao početak velikih ofanzivnih poduhvata, i time je mogao, da iznenadi jedinice NOV i ugrozi teško pokretne ranjenike, bolesnike i sanitetske ustanove. 
To je od NOV i POJ zahtevalo brzu prediskokaciju ranjenika i bolesnika - često u suprotnosti sa striktnim medicinskim zahtevima. 
Osobenosti ravničarskog zemljišta u Vojvodini unekoliko su predstavljale dodatnu veliku nepogodnost za vođenje partizanskog rata, i s druge strane otežavali transport, evakuaciju i spašavanje ranjenika od dejstva neprijatelja, posebno u dnevnim i nepovoljnim metorološkim uslovima.
Neprijatelj je stalno težio pronalaženju i uništenju bolnica, ranjenika i bolesnika ne osvrćući se na odredbe Ženevske konvencije i drugih humanitarnih principa međunarodnog ratnog prava. Zato se koristio ofanzivnim akcijama, kaznenim ekspedicijama i pročešljavanjem terena, uz korišćenje dresiranih pasa tragača, snimanja terena iz vazduha, ubacivanjem agenata i špijuna, a, od sredine 1943, ponegde i ranije, koristio se specijalno obučenim jedinicama poznatim kao „Trupovi”.
Posebno, okupator se oslanjao na pomoć i saradnju kvislinških i kolaboracionističkih jedinica - ustaša, četnika i drugih koji su se naročito isticali u krvoločnim postupcima prema svim saradnicima i simpatizerima NOR-a. Ali, pri tome nisu štedeli ni ranjene i bolesne borce NOV i POJ, sanitetske ustanove i stanovništvo koje ih je lečilo i štitilo.
Ratujući u takvim uslovima štabova NOV i POJ morali su da preduzmu sve mere radi zaštite i borbenog obezbjeđenja života ranjenika i bolesnika, kao i sanitetskog osoblja i sanitetskih ustanova. Ovo se odnosilo većim delom za oslobođenu teritoriju, a ponekad povremeno ili trajno okupiranu od neprijatelja. Stoga su i mere zaštite morale biti usklađene i prilagođene karakteru zemljišta, vidovima borbenih dejstava, godišnjem periodu i klimatskim uslovima, raspoloiživim materijalnim sredstvima i snagama koje su stajale na raspolaganju. 
Držanje naroda u takvim prilikama bio je jedan od najbitnijih činilaca, jer je sve podzemne baze trebalo držati u tajnosti, a narod je to, bez obzira na stradanje, radio do kraja svesno i potpuno, što je činilo NOR jednim od onih ratova u kome je narod bio značajan činilac pobede.

## Istorija
U Bačkoj i Banatu prve podzemna baza za ranjenike  građene su već u početku NOR-a (sredinom 1941. godine), dok su u Sremu, i fruškogorskim mestima, takva podzemna skloništa građena nešto kasnije u ranu jesen 1941 godine.
Prva tipska baza izrađena je u Sremu 25. maja 1942. godine u selu Manđelos, pored kuće seljaka Vujice, a u Banatu zemunica je podignuta u šikarju močvare Ostvrvo, na stubovima poput sojenice, dostupne samo čamcem.
Prva baza sagrađena u selu Menđelos postala je uzor, po kome su, zatim, građene slične baze po selima Srema. Njen dobar kvalitet i visok stepen zaštite (maskiranja) potvrđuje podataka da, sve do kraja rata nikada nije pronađena.
Prve baze obično su pravljene na brzinu i prilično nestručno, bez potrebnog iskustva, tako da su ličila na primitivne i skučene objekte, propustljive za površinsku vodu, a bile su i lako uočljive. Ali, vremenom su sticana prva iskustva u raznim krajevima Vojvodine, Nađeni su iskusniji graditelji pa i jedinice inžinjerije, čime se poboljšao kvalitet i kapacitet baza, pa su one bile bolje maskirane i time i bolje zaštićene.
Neprijatelj je prilikom svakog upada u sela širom Vojvodine ulagao posebne napore da bi pronašao skrivene baze i u njima ranjene i obolele partizane, jer je bio obavešten o njihovom postojanju. Međutim kako su baze bile tako dobro urađene neprijatelj nije uvek uspevao da ih otkrije, ni uz primenu najsurovijeg terora i represalija nad narodom.
U Vojvodini  okupatori i njihovi saradnici uporno su tragali za partizanskim sanitetskim ustanovama i bazama za ranjenke, pa su tako npr. oko 20-25 puta ponavljali akciju samo na Frušku Goru, ne da bi li otkrili, več pomenutu podzemnu baze u Manđelosu, kao i skloništa partizanskih bolnica u selu Danguba 1943. godine. Obe baze ostale su neotkrivene iako su ustaše uporno pretražile ceo teren, zahvaljujući dobro izgrađenim bazama i odanosti stanovništva nije im to pošlo za rukom.. 
Bilo je i nekoliko uspešnih pokušaja neprijatelja, doduše jako retkih, kadaje u jednom od pretraživanja partizanskih baza, 26. avgusta 1942. neprijatelj pronašao jednu bazu na Hajdukovom bregu sa četiri teška ranjenika, polio ih benzinom i zapalio. Da bi u junu 1944. kod sela Sviloš neprijatelj pronašao i skrivenu bazu u kojoj je bilo sanitetsko slagalište. Sanitetski materijal je zaplijenio, a osoblje pobiol. Uzrok pronalaženja bila je nedisciplina osoblja, koje je izlaženjem iz skloništa dekamufliralo ulaz u bazu. 

## Način izrade i maskiranje
Baze za ranjenike. bile su mali objekti ukopani u zemlju, koji su mogli da prime obično jednog ili dva ranjenika. Veličina baze zavisila je od broja članova porodice koji su učestvovali u njegovoj izradi i broja ranjenika koje je to domaćinstvo moglo da primi na kućno lečenje i negu, i za koje je bilo predviđeno sklanjanje u bazu, u slučaju opasnosti.
Baze su u početku kopane i građene u sastavu seoskih kuća ili u njihovoj neposrednoj blizini.  Često su se nalazile ispod kućnog praga, koji je u kućama u Vojvodini nešto izdignut, ili ispod velike seljačke peći, odnosno ispod hlebnih peći koje se nalaze izvan kuće u dvorištu. A kopane si i u štalama i ispod poda, u podrumima.  
Ubrzo se pokazalo da neprijatelj, tražeći ranjenike, prvenstveno pretražuje kuće i njihovu neposrednu okolinu, pa se pristupilo  kopanju baza dalje od kuća: u bašti, ispod stogova sena i slame, u polju, ispod pšenice koja je klasala i kukuruza koji je rastao. 
Narod Vojvodine sa pravim majstorstvom izrađivao je baze sa dobro skrivenim ulazom. Ukopavao ih je u zemlju i većinom kopao u cik-cak liniji, po nekoliko metara ispod površine zemlje. Pri izradi baza uvek se težilo, a to je bilo i načelo, da je najbolja zaštita ranjenika i bolesnika u bazi dobro organizovano maskiranje, prikrivenost, najveći mogući stepen tajnosti, ali i hrabro i postojano držanje osoblja i ranjenika u zemunici.
Baze u Vojvodini nisu građene po nekom jedinstvenom tipu i organizovano, nego spontano i po odluci i spsobnostima pojedinaca. Olakšavajuća okolnost za izradu baza na ravničarskom zenmljištu bila je zemlja ilovača ili peskuša, koja u velikom delu Vojvodine sačinjava dublje slojeve zemlje, i u kojoj je mogo da se prilično lako i sigurno kopa manje skloništa, bez naročitih podupirača i dodatnog osiguranja. Međutim tamo gde je to bilo neophodno, zidovi, a naročito krov baze, ojačavani su daskama, a vrlo često i ćerpičem (nepečenom ciglom pravljenom od ilovače i pleve, pa potom sušene na suncu). 
Sam rad na kopanju baza odvijao se u najvećoj tajnosti, tako da to nisu mogli znati ni najbliži susedi.

## Postupak u slučaju opasanosti
Kada bi izvidnica javila da nailazi neprijateljeva vojska, ranjenici i bolesnici odmah su prenošeni i smeštani u bazu. U njima se  ostajalo sve dok ne prođe opasnost, posle koje su ranjeniici ponovo vraćani u kuće iz kojih su izneti. Za vreme opasnosti sa ranjenicim je u baz uvek ostajala i bolničarka ili dežurna omladinka. 
U bazama je redovno smeštana i zanavljana hrana, voda za piće, dosta posteljine i slame, tako da je ranjenicima i bolesnici bile obezbeđena u najnužnijm količinam za vreme boravka, koji je zavisno od uslova trajao i do više dana, odnosno do prestanka opasnosti. 
U bazi je smelo da se razgovara samo tihim glasom koji izvan nje ne bi mogao da se čuje.

## Spoljašnje veze
- Izletište Rohalj baze